# Bastian Lano
Bastian Lano (* 29. November 1976) ist ein deutscher Footballspieler.

## Laufbahn
Lano spielte in der höchsten deutschen Spielklasse, der GFL, für die Düsseldorf Panther und ab 2003 für die Assindia Cardinals aus Essen.
In der NFL Europe stand er bei Rhein Fire in den Jahren 2000, 2001 und 2003 sowie bei den Hamburg Sea Devils in den Jahren 2005 und 2006 unter Vertrag. Im April 2002 zog er sich in einem Trainingslager vor der Saison einen Kreuzbandriss zu. 2000 gewann er mit Rhein Fire den World Bowl. 2003 stand der 1,93 Meter große, in der Verteidigung eingesetzte Lano mit der Mannschaft ebenfalls im World Bowl, verlor diesmal aber gegen Frankfurt Galaxy.
Als Trainer wurde Lano bei den Nürnberg Rams Leiter der Nachwuchsarbeit.